# تورستن أندرسون (رسام)
تورستن أندرسون (بالسويدية: Torsten Andersson)‏ هو رسام سويدي، ولد في 6 يونيو 1926 في Hörby Municipality ‏ في السويد، وتوفي في 30 مايو 2009 في Hörby ‏ في السويد.